# Durban de las Corbièras
Durban de las Corbièras (en francès Durban-Corbières) és un municipi (comú) francès, situat al departament de l'Aude i a la regió de Occitània.

## Geografia
Comú de les Corberes sobre el Berra i a l'antiga carretera nacional 611 entre Tesan i Vilanòva de las Corbièras.

## Història

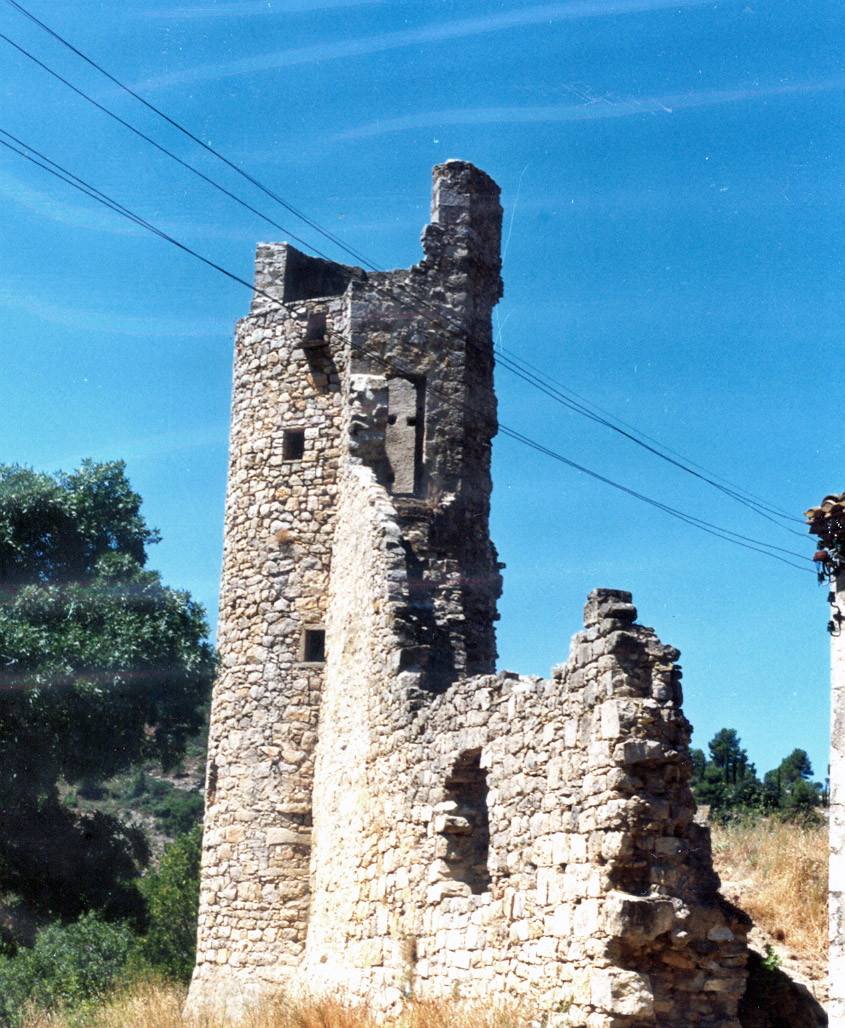
Torre del castell vell de Durban de las Corbièras.

Els orígens de Durban remunten al més profund passat de la regió de les Corberes. Etimològicament, el nom vindria del gal "Duro" (fortificació) i "ban" (banya). La regió fou ocupada a la prehistòria.
El castell és del segle xi. La seva torre quadrada ha estat classificada als monuments històrics pel Ministeri de Cultura Francès el 28 d'abril de 1926 classificant-lo com a restes d'un castell càtar.
42° 59′ 40″ N, 2° 48′ 56″ E / 42.99442°N,2.8156°E

## Demografia
L'any 2013, el municipi comptava 659 habitants. L'evolució del nombre d'habitants ha conegut a través dels censos de població efectuats en el municipi des de 1793. A partir del segle xxi, els censos reals dels municipis de menys de 10.000 habitants s'esdevenen cada cinc anys, contràriament als altres comuns que tenen una enquesta per sondeig cada any.